# Matriochka (album)
Pour les articles homonymes, voir Matriochka.
Albums de Jérémy Frérot
Meilleure vie
(2021)
Singles
1. Revoir
Sortie : 28 juin 2018
2. Tu donnes
Sortie : 13 décembre 2018
3. Avant le jour
Sortie : 16 mai 2019
4. L'homme nouveau
Sortie : 3 juin 2019

Matriochka  est le premier album solo de Jérémy Frérot sorti le 12 octobre 2018,,,,,,,,.

## Liste des pistes
| 1.    | Ouvre cette poupée | 3:32 |
| 2.    | Revoir             | 3:05 |
| 3.    | Lettre à vous      | 4:17 |
| 4.    | L'Homme nouveau    | 2:59 |
| 5.    | Des                | 2:32 |
| 6.    | Tu donnes          | 2:55 |
| 7.    | Gaffe aux autres   | 3:03 |
| 8.    | Plonge             | 2:51 |
| 9.    | La lune et toi     | 3:49 |
| 10.   | Regarder les gens  | 3:31 |
| 11.   | Avant le jour      | 3:27 |
| 12.   | Matriochka         | 1:45 |
| 37:46 |                    |      |

## Clips vidéos
- Revoir : 28 juin 2018
- Tu donnes : 13 décembre 2018
- Avant le jour : 16 mai 2019
- L'homme nouveau : 30 septembre 2019

## Classements et certifications

### Classements hebdomadaires
| Classements (2018)           | Meilleure position |
| ---------------------------- | ------------------ |
| France (SNEP)                | 12                 |
| Belgique (Wallonie Ultratop) | 29                 |
| Suisse (Schweizer Hitparade) | 55                 |

### Ventes et certifications
| Région        | Certification | Ventes/Streams |
| ------------- | ------------- | -------------- |
| France (SNEP) | Or            | 50 000         |